# Regionální svazek Saarbrücken
Regionální svazek Saarbrücken (německy Regionalverband Saarbrücken) je zemský okres v německé spolkové zemi Sársko. Sídlem správy zemského okresu je město Saarbrücken. Má přibližně 332 tisíc obyvatel. 

## Města a obce
| Města: 1. Friedrichsthal 2. Püttlingen 3. Saarbrücken 4. Sulzbach/Saar 5. Völklingen | Obce: 1. Großrosseln 2. Heusweiler 3. Kleinblittersdorf 4. Quierschied 5. Riegelsberg |